# Manhattan Connection
Manhattan Connection é um programa de televisão brasileiro sobre política, economia e comportamento sob uma perspectiva liberal, com informações diversificadas dos principais assuntos da semana, no Brasil e no mundo. Continha um segmento com dicas sobre Nova York. Estreou no canal de TV paga GNT em 1993, transmitido diretamente de Manhattan, na cidade de Nova Iorque. É um programa gravado, mas em algumas oportunidades foi exibido ao vivo.

## História
Manhattan Connection busca debater assuntos como política, economia e entretenimento no Brasil, nos Estados Unidos e no resto do mundo. Liderado pelo repórter Lucas Mendes, a formação original continha, no início, Paulo Francis, Caio Blinder, Nelson Motta e Lúcia Guimarães (que nos primeiros anos trabalhava por trás das câmeras). As conversas descontraídas entre os apresentadores são enriquecidas, esporadicamente, pela participação políticos, artistas, repórteres, atletas, etc.
Com a morte de Paulo Francis, em fevereiro de 1997, a quarta poltrona passou a ser ocupada por convidados.
Em 2001, Nelson Motta deixou o programa e foi substituído por Lúcia Guimarães que ocupa a mesa de debates apenas no último bloco, sempre com uma matéria cultural. Em 2003, após diversas aparições como convidado, foi a vez do economista Ricardo Amorim tornar-se integrante fixo do programa. E, finalmente, em outubro de 2003, Arnaldo Jabor deixou o programa, sendo substituído por Diogo Mainardi.
Em 2008, Lúcia Guimarães saiu do programa para apresentar o Saia Justa. Em 2009, o modelo Pedro Andrade, antes conhecido pelo namoro com Lance Bass e por ter sido capa na revista The Advocate, passou a integrar a equipe.
No dia 23 de janeiro de 2011, o programa deixou o canal GNT, passando a ser transmitido pela Globo News. Esta mudança deveu-se ao fato do GNT ter perdido o foco jornalístico, dando preferência ao público feminino. Também, a partir dessa mudança, Ricardo Amorim passou a fazer comentários a partir de São Paulo e não mais do Rio de Janeiro.
Dia 22 de novembro de 2020, o programa foi transmitido pela última vez na GloboNews, encerrando um ciclo no Grupo Globo. A partir de 20 de janeiro de 2021 passa a ser exibido pela TV Cultura.
Na edição exibida em 10 de fevereiro de 2021, o apresentador Diogo Mainardi chamou o entrevistado Fernando Haddad de "poste de ladrão" e "imbecil", e o político respondeu com "problemático" e recomendou que Mainardi procure "ajuda profissional". Fernando Haddad questionou os demais apresentadores do programa: "Quero saber se vamos manter esse tom que o Diogo impõe a este programa. O espectador não espera isso da TV Cultura", mas ninguém respondeu. Posteriormente, a TV Cultura usou os ataques para divulgar o programa. Em 11 de fevereiro de 2021, Maurício Stycer, jornalista do portal UOL, criticou a atitude da TV Cultura: "É muito ruim uma TV pública, de caráter e vocação educativa, mantida com dinheiro do estado de São Paulo, usar as ofensas de um apresentador a um convidado como um chamariz de audiência. Ainda mais óbvio, este tipo de tratamento não cabe a qualquer convidado. A divergência é essencial, mas a falta de educação não é".
Em 28 de abril, o jornalista Diogo Mainardi voltou a discutir com um convidado e xingou o advogado Kakay. Uma semana depois, o jornalista pediu demissão, que foi aceita pela direção, e voltou a mencionar o palavrão direcionado ao convidado.
Em 25 de setembro, a TV Cultura anunciou o fim do programa, sendo a última edição apresentada no dia 26, com uma reprise do programa do dia 22. Segundo a emissora, a decisão havia sido tomada em um acordo com a empresa produtora e detentora dos direitos de exibição do programa. A deputada estadual Janaína Paschoal contestou a versão oficial da emissora. Segundo ela, o encerramento foi em represália a críticas que ela havia feito ao governador João Doria durante entrevista que deu ao programa. A direção da TV Cultura desmentiu a deputada, afirmando que as tratativas para o fim da exibição foram anteriores à gravação do programa.
Depois do encerramento da transmissão pela TV Cultura, Lucas Mendes declarou que a produção do programa não seria encerrada e que iria buscar um novo canal de TV para transmiti-lo ou continuar a exibição pelo YouTube, com a volta de Diogo Mainardi.
Seis meses depois do encerramento do programa na TV Cultura, voltou a ser transmitido por quase três meses, desta vez pelo canal My News, no YouTube, de Mara Luquet e Antônio Tabet. Estreou no dia 31 de março de 2022, com a presença de Diogo Mainardi e com Lucas Mendes cobrindo a Invasão da Ucrânia pela Rússia em 2022 em um escritório da Associated Press, em Lviv. A última edição nesse canal foi apresentada em 16 de junho de 2022.

Em 19 de novembro de 2023, o programa voltou em ao ar no BM&C News, com transmissão no canal de YouTube da emissora e na televisão. Além de Lucas Mendes, Caio Blinder e Diogo Mainardi, passaram a integrar a bancada o economista Bruno Corano, a publicitária Sil Curiati e o apresentador Danilo Gentili.